# Риверис (општина)
Риверис (њем. Riveris) општина је у њемачкој савезној држави Рајна-Палатинат. Једно је од 103 општинска средишта округа Трир-Сарбург. Према процјени из 2010. у општини је живјело 422 становника. Посједује регионалну шифру (AGS) 7235116.

## Географски и демографски подаци
Риверис се налази у савезној држави Рајна-Палатинат у округу Трир-Сарбург. Општина се налази на надморској висини од 220–250 метара. Површина општине износи 2,1 km². У самом мјесту је, према процјени из 2010. године, живјело 422 становника. Просјечна густина становништва износи 200 становника/km².